# Bupati

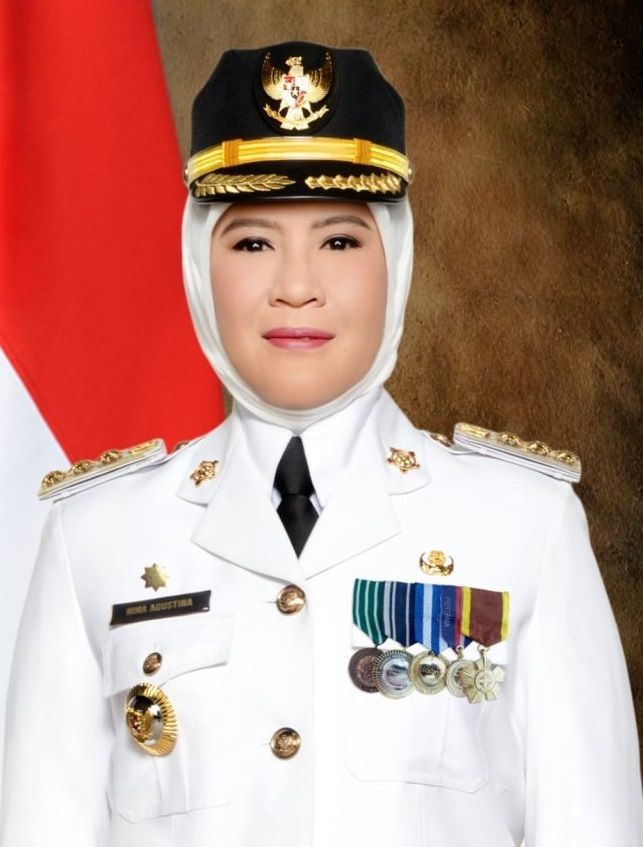
Beispiel einer Amtsinhaberin: Nina Agustina, Bupati Indramayu

Bupati (deutsch Regierungspräsident) ist die Bezeichnung für das Oberhaupt eines Regierungsbezirkes (Kabupaten), der zweiten Ebene der Verwaltungsgliederung Indonesiens unterhalb der Provinz. Der Regierungspräsident wird, wie die Bürgermeister der provinzunmittelbaren Städte, alle fünf Jahre direkt von den Bürgern des Bezirks gewählt. Der Regierungspräsident ist ein politisches Amt (weil es von einer politischen Partei getragen wird) und kein Beamter.
Vor der indonesischen Unabhängigkeit 1945 wurde der Titel Bupati nur auf den Inseln Java, Madura und Bali verwendet. Im Niederländischen, der offiziellen Verwaltungssprache in Niederländisch-Ostindien, wurde der Bupati als „Regent“ bezeichnet, und dieser Begriff wurde als Äquivalent zum Regenten in Englisch verwendet. Seit der Unabhängigkeit wird der Begriff Bupati für alle 416 Regierungspräsidenten in ganz Indonesien verwendet.

## Begriffsgeschichte
Das Wort Bupati stammt aus dem Javanischen, das es aus dem Sanskrit entlehnt hat. In der Inschrift von Telaga Batu, die in der Nähe von Palembang gefunden wurde und die die Verehrung eines Srivijaya-Königs beschreibt, steht das Wort Bhupati. Die Inschrift stammt aus dem Ende des 7. Jahrhunderts n. Chr. Der Inschriftenexperte J. G. de Casparis übersetzte Bhupati mit „Haupt“. Das Wort Bhupati findet sich auch in der Ligor-Inschrift, die in der Provinz Nakhon Si Thammarat in Thailand gefunden wurde. Im 17. Jahrhundert nannten die Europäer das Gebiet „Ligor“. Diese Inschrift enthält das Datum 775 n. Chr. Der Begriff Bhupati bezieht sich ebenfalls auf den König von Srivijaya. Der französische Forscher Gérard Louis Domeny de Rienzi notierte den Begriff 1834 als „Bapati“.
Die Position des Bupati im modernen Sinne stammt aus den frühesten Tagen des Mataram-Sultanats, während der Zeit von Sultan Agung (Amtszeit 1613–45), der die Verwaltung eroberter Gebiete seinen Vertrauten übergab. Zu dieser Zeit hieß der Beamte „Adipati“. Während der niederländischen Kolonialzeit wurden die Adipati „Regenten“ genannt. Normalerweise wurden sie unter den Kaufleuten oder Adligen (Prijajis) ausgewählt.